# 牛仔

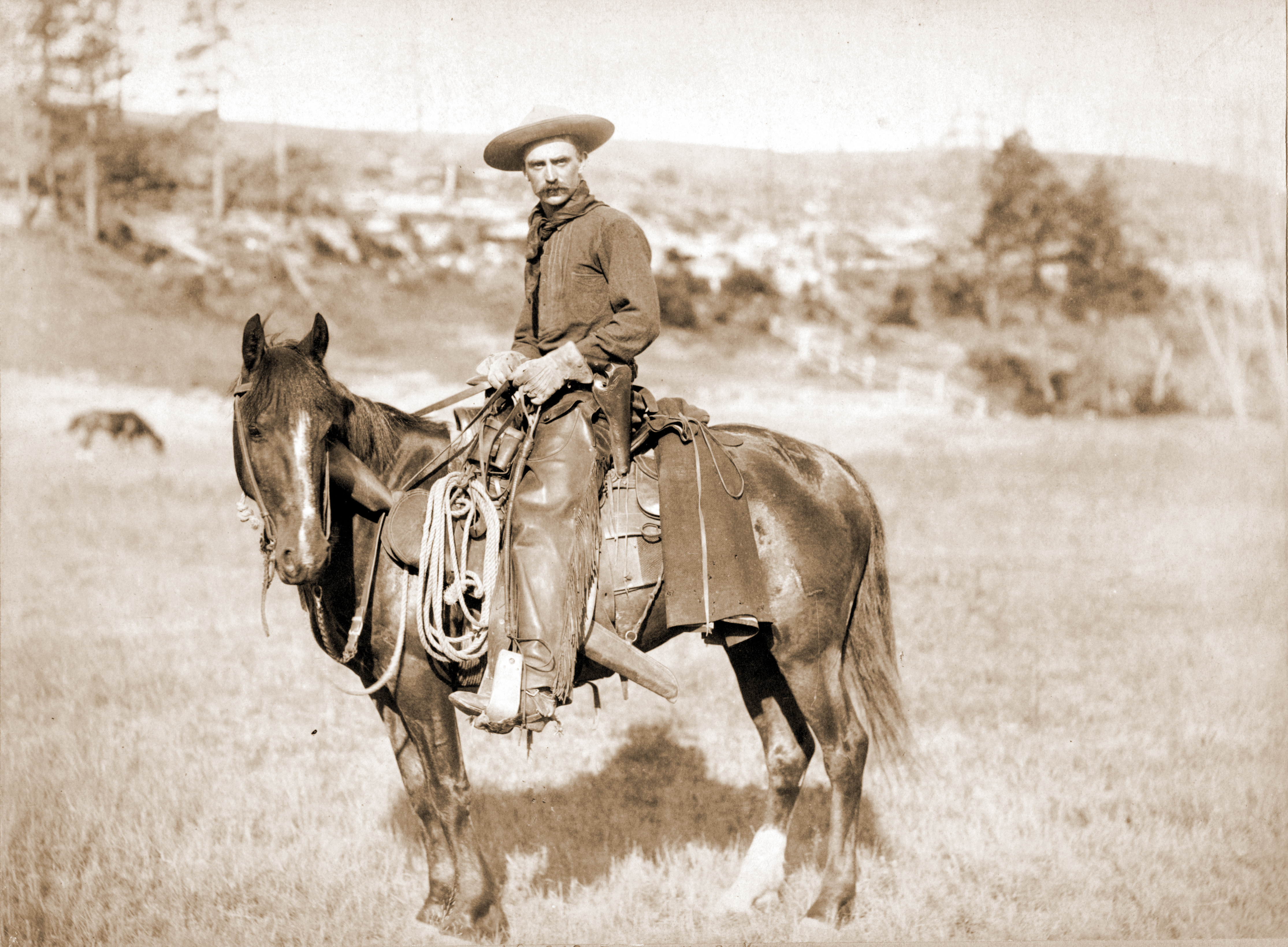
1887年騎着馬的牛仔。

牛仔（英語：cowboy）是指在美洲牧場上照顧牛、馬的工作者，傳統上是騎在馬上工作，也經常擔任其他許多與牧場相關的工作。除了牧場工作，一些牛仔還擔任牧牛競技表演工作，或成為專業牛仔競技的參賽者。於19世紀之後，南美洲和澳大利亞也有相同的產業文化流行，許多人從事牛仔工作的角色。

## 起源
牛仔有著深厚的歷史淵源，可以追溯到西班牙和美洲最早的歐洲移民定居者。美國牛仔起源於19世紀後期，帶有墨西哥北部的vaquero傳統，該項工作成為具有特殊形象和傳奇色彩，映射北美洲西部發展過程的歷史意義。 其中有一種牧馬人被稱為 wrangler，專職照料用來牧牛所用的馬匹。19 世紀後期，有些女性牛仔也被賦予如此工作，被稱為「cowgirl」（牛妞），但在歷史紀錄上較為少見。在現代世界中，她們能從事與牛仔相同的任務，其成就也獲得很大的尊重。 
幾個世紀以來，由於地形和氣候的差異，以及多文化不同養牛傳統的影響，創造出許多不同風格的設備、服裝和牧牛處理方式。現代世界的牛仔，適應新的環境及科技，在設備和技術上有所調整，但仍保留許多經典傳統的模式。

## 詞源
英文的cowboy是源自西班牙文vaquero，意為騎在馬背上管理牛隻的人。 Vaquero 一詞源自 vaca，意思是“牛”，來自拉丁文vacca。 1725 年，“cowboy”一詞第一次被用在印刷品。在19世紀上半的不列顛島，該詞已用以描述照料奶牛的年輕男孩。 到 1849 年，“牛仔”已經發展成為美國西部成年牧牛者的現代意義。該詞接著出現變體，逐漸演化成為多種名稱，包括buckaroo、cowhand、cowpoke和 cowpuncher。 其中，buckaroo是西班牙語彙vaquero的英語式發音。 “cowhand”，是指用長桿趕牛以裝上火車車廂的工作者。 
各詞有其慣用的地域，“cowboy”是在美國西部，特別是在大平原和洛基山脈一帶常見的術語，“buckaroo”主要用於亞利桑那州和加利福尼亞州，“cowpuncher”主要用於德克薩斯州和該州的周邊。 
由於牧牛需要技能和體能，牛仔工作多是從青少年時代開始。過去的歷史顯示，只要 12 、13 歲的男孩牛仔能掌握足夠的技能，就可以開始牧牛賺工資，因此cowboy多指年輕的牧牛者。但今日美國西部牧場上，放牧責任不再賦予青少年，打工牛仔通常是成年人。 

## 知名牛仔
- 吉恩·奥特里
- 班·約翰森
- 比利小子